# 이효정 (독립운동가)
이효정(李孝貞, 1913년 7월 28일 ~ 2010년 8월 14일)은 일본 제국 강점기에 한반도에서 활동한 사회주의계 노동운동가이자 항일운동가이다.

## 생애

### 일본 제국 강점기 활동
1913년 경상북도 봉화군에서 독립운동가 가문에서 태어났다.
이후 경성부로 올라와 동덕여자고등보통학교에 다녔다. 작가를 꿈꾸는 문학소녀 이효정은 전국 서예대회에서 우승한 인재였다.
광주학생운동이 일어나자 여기에 동조하여 박진홍 등과 함께 운동장으로 나아가 만세를 부르고 종로경찰서에 잡혀가기도 했고 3학년 때는 시험을 거부하는 백지동맹을 주도해 무기정학당했다. 박진홍이는 이 일로 퇴학당했다.
졸업 후 학원 선생을 하던 이효정은 동대문 밖 종연방직 여성노동자들의 비밀 지도를 맡았다. 동덕여고 절친인 박진홍과 함께 이재유가 지도하는 경성트로이카에 가담하여 노동운동에 참여하였다. 경성트로이카는 1930년대 국내 좌익독립운동의 중심이었다. 두 사람은 여성 노동자를 조직하는 역할을 맡았다. 이를 위해 그들은 공장으로 들어갔다. 여성노동자의 인권 향상과 반일 투쟁을 세력화하기 위해 ‘위장취업’했던 것이다.
1933년 9월 21일, 종연방직 제사공장(鍾淵紡織 製絲工塲)에서 파업 투쟁이 일어나자 이효정은 이재유에게 지도받아 여성 노동자들을 설득하여 총파업을 지도하였다. 노동쟁의 확대를 꾀해 공장 내 조직을 확대하고 이를 토대로 산업별 적색 노동조합을 결성한다는 계획하에 파업 투쟁을 지도하였다. 종연방직 파업 투쟁 이후 1933년 10월 17일 공장 파업을 지도한 혐의로 청량리에서 체포돼 동대문경찰서에서 고문을 당했다. 또 모교인 동덕여고에 몰래 들어가 항일격문을 넣고 나오다 수차례 일본 경찰에 체포돼 고초를 겪었다. 1935년 노조활동 혐의로 붙잡혀 13개월간 서대문형무소에 수감됐다.
1935년 11월, 경성에서 이재유와 권우성이 주도하여 조직한 '경성지방좌익노동조합 조직준비회'에 가담하여 동지 규합과 항일 의식 고취에 주력하다가 경찰에 검거되어 약 13개월간 서대문형무소에서 옥고를 치렀다.
출소 후 이효정은 고문 후유증으로 치료받다가 울산의 보성학교 교사로 근무했다. '교원 노조 사건'으로 2년간 투옥됐던 사회주의계 항일운동가 박두복과 혼인하여 시댁인 울산에서 해방을 맞았다.

### 광복 이후
해방 이후 건국준비위원회 울산 지부에서 활동하였다. 해방 후 고향에서 교사 생활을 시작했지만 남편의 좌익 활동 때문에 교원직에서 쫓겨났다. 남편 박두복은 1945년 건국준비위원회 울산 대의원으로 활동하다가 후일 '남로당 사건'에 연루돼 수감되기도 했다. 6·25 전쟁 이전 서대문형무소에 수감됐던 남편은 월북했다
이효정은 북한을 선택하지 않았다. 북한 체제의 경직성을 경험한 혁명동지와 친척의 영향이 컸다. 그는 남한을 선택했지만 연좌제의 굴레는 지독했다. 자녀 2남 1녀와 함께 대한민국에 남겨진 이효정은 빨갱이로 낙인 찍혀 생계를 어렵게 꾸려 가야만 했다. 1950년대 말 남편이 남파 간첩으로 활동하다가 거듭 월북한 일이 벌어졌다. 이른바 오좌불 간첩사건이다.
다시 요시찰 인물이 다시 된 이효정은 수시로 사찰 기관에 연행되어 고문당하고 취조당한다. 영장 없이 끌려가기를 수십 차례 반복하고 고문으로 팔목이 부러지면서 억울한 옥살이도 감내하여야 하였다. 1987년 '6.10 민주항쟁'으로 민주화가 이뤄지자 이효정을 대상으로 한 사찰도 수그러들기 시작한다. 노년에 이효정은 시집 『回想』(도서출판 경남, 1989)과 『여든을 살면서』(도서출판 경남, 1995)를 출간하면서 문학인으로 지냈다.
2006년에 대한민국 행정부가 사회주의계 독립운동가를 재조명하면서 선생은 93세에 독립유공자로 지정되어 건국포장을 받았다. 2010년 8월 14일 타계하였다.

## 작품
- 『回想』(도서출판 경남, 1989)
- 『여든을 살면서』(도서출판 경남,1995)

## 같이 보기
- 경성트로이카
- 이재유
- 동덕여자고등보통학교